# 高木郁助
高木 郁助（たかぎ いくすけ、1851年（嘉永4年6月） - 1909年（明治42年）1月1日）は、明治時代の政治家。銀行家。大地主。衆議院議員。

## 経歴
美濃国大野郡、のちの岐阜県本巣郡弾正村（真正村、真正町を経て現本巣市）出身。
岐阜県会議員を務めたほか、濃飛農工銀行を創立し取締役を歴任した。矢野才治郎とともに大野郡における二大勢力家であった。
1892年（明治25年）2月の第2回衆議院議員総選挙では岐阜県第4区から出馬し当選。衆議院議員を1期務めた。

## 親族
- 義弟：松原芳太郎（妹たね夫、衆議院議員、貴族院多額納税者議員）[4]